# Chaj-tien (Peking)

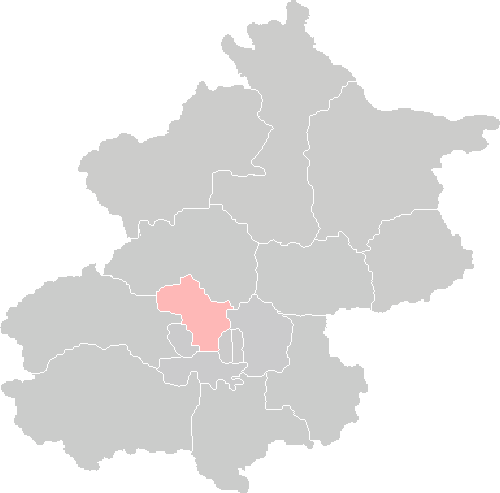
Poloha Chaj-tienu na mapě Pekingu

Obvod Chaj-tien (čínsky v českém přepisu Chaj-tien čchü, pchin-jinem Hǎidiàn Qū, znaky zjednodušené 海淀区/海甸区, tradiční 海淀區/海甸區) je jeden z městských obvodů Pekingu, hlavního města Čínské lidové republiky. Nachází se na severozápad od historického centra, s jehož západní částí, Si-čchengem, sousedí. Jeho rozloha je 431 čtverečních kilometrů a v roce 2000 zde žilo přes dva miliony lidí.
Je zde většina budov Pekingské univerzity. univerzita Čching-chua, Pekingská univerzita zahraničních studií a hlavní kampusy Pekingské pedagogické univerzity a Pekingské technické univerzity. Také je zde například známý Letní palác a Čínská národní knihovna.